# Lasse Diding
Lasse Gunnar Diding (født 24. april 1953) er en svensk entreprenør og ejer af Hotel Gästis i Varberg i Sverige. Han sidder i bestyrelsen for den svenske foreningen Folk i Folket i Bild/Kulturfront.
Den 1. april 2013 åbnede Diding et nyt hotel i Varberg, under navnet Hotel Havana.

## Navnestrid
Diding forsøgte at give sin søn (født 1991) navnet Brfxxccxxmnpcccclllmmnprxvclmnckssqlbb11116.
Fordi forældrene fem år efter fødslen ikke havde navngivet deres dreng, fik de en bøde på 5.000 kroner. I maj 1996 ønskede forældrene at navngive sønnen Brfxxccxxmnpcccclllmmnprxvclmnckssqlbb11116. Den svenske domstol accepterede ikke dette specielle navn. Forældre forsøgte i stedet at få drengen navngivet A, men det accepterede domstolen heller ikke.